# Dobozy Imre (honvéd)
Dobozy Imre (angolul: Emeric Dobozy) (Debrecen, 1827. április 10. – volt Új Buda, Iowa, USA, 1885. július 6.) magyar honvéd az 1848–49-es szabadságharcban és közvitéz az amerikai polgárháborúban.

## Életútja
Szülővárosában, Debrecenben tanulta ki a cipészmesterséget, s élete végéig ez maradt az iparos szakmája, amely mellett majd Amerikában farmergazdálkodással is foglalkozott. Az 1848–49-es magyar szabadságharcban honvédként harcolt, fogságba került, de sikerült megszöknie, s Amerikába emigrált Varga Ferenccel, Radnich Istvánnal. Az Újházy László által alapított, megálmodott iowai New Budára igyekezett ő is. Dobozy Imre itt a cipészmesterség mellett farmmunkásként is dolgozott.
1861 szeptemberében beállt a 10. számú iowai lovasezredbe mint a D század közvitéze, végigharcolta az amerikai polgárháborút. Szerencséjére nem sebesült meg, a polgárháború befejezése után folytatta a cipészmesterséget New Budán, 1876-ban kis farmot is vásárolt a környéken, később sikerült a farmot meg is nagyobbítania, kellett a családjának, hiszen egy német emigráns család lányával kötött házasságából kilenc gyermek született. Fiai művelték tovább a farmot, ott Iowa államban telepedtek meg, s teljesen amerikaiakká váltak. Új Budát németek vásárolták meg, már 1854-től Davis City lett, a magyar hivatalos nyelvet a német váltotta fel.
Dobozy Imrét erősen gyötörte a honvágy, szeretett volna hazatelepedni vagy legalább hazalátogatni Debrecenbe, de a sors közbeszólt, meghalt a volt Új Buda közelében 1885. július 6-án, 58 éves korában. Özvegye 1890-ben kérte polgárháborús nyugdíjának folyósítását.